# Paul Girardet (Kupferstecher)

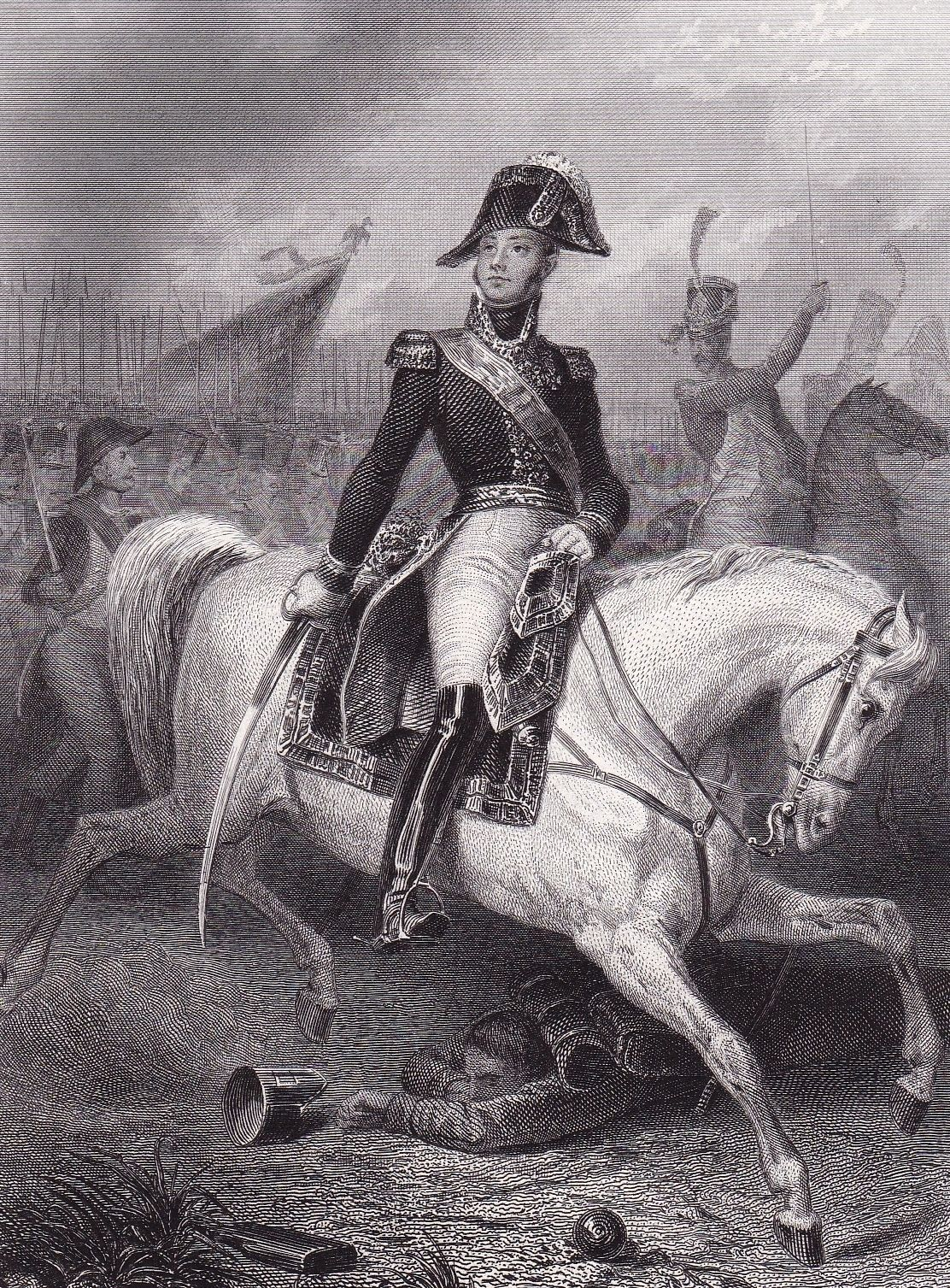
Marschall MacDonald

Paul Girardet (* 8. März 1821 in Neuchâtel; † 28. Februar 1893 in Versailles) war ein französischer Kupferstecher schweizerischer Herkunft. 

## Leben
Girardet stammte aus einer schweizerischen hugenottischen Familie und war der Sohn des Kupferstechers Charles Girardet (1780–1863); sein Bruder war der Maler und Kupferstecher Edouard Girardet (1819–1880). Gleich seinem Bruder erfuhr er seinen ersten künstlerischen Unterricht in Paris durch seinen Vater; interessierte sich aber nur für den Kupferstich, den er mit sämtlichen künstlerischen Möglichkeiten perfektionierte.
1842 beteiligte sich Girardet mit vier Blättern in Mezzotinto erstmals an einer Ausstellung. Nach diesem erfolgreichen Debüt konnte er mit den Jahren mit Nachbildungen von bekannten Bildern brillieren. Sein Bogen spannt sich dabei von einfachen Sujets der Genremalerei bis hin zur politischen Aussage der Schlachtenmalerei.
Verheiratete war er mit Louise Alexandrine, geb. Sandoz. Ihre Söhne Léon, Jules, Eugène, Paul Armand und Théodore sowie ihre Tochter Julia Antonine wurden ebenfalls Künstler.

## Werke (Auswahl)
- Die Schlacht bei Isly und die erste Messe in Kabylien (nach Horace Vernet).
- Karfreitag (nach Paul Delaroche).
- Schlacht bei Rivoli (nach Félix Philippoteaux)
- Das Religionsgespräch von Poissy, 1561 (nach Joseph Nicolas Robert-Fleury)
- Schlacht bei Fredericia (nach Niels Simonsen)
- Die glückliche Mutter (nach Anton Dieffenbach)
- Übergang Washingtons über den Delaware (nach Emanuel Leutze)
- Die Goldene Hochzeit (nach Ludwig Knaus)
- Der Hochzeitszug in Strassburg (nach Gustave Brion)
- Appel des dernières victimes de la terreur dans le prison de Saint-Lazare (nach Charles Louis Müller)